# Páll Magnússon

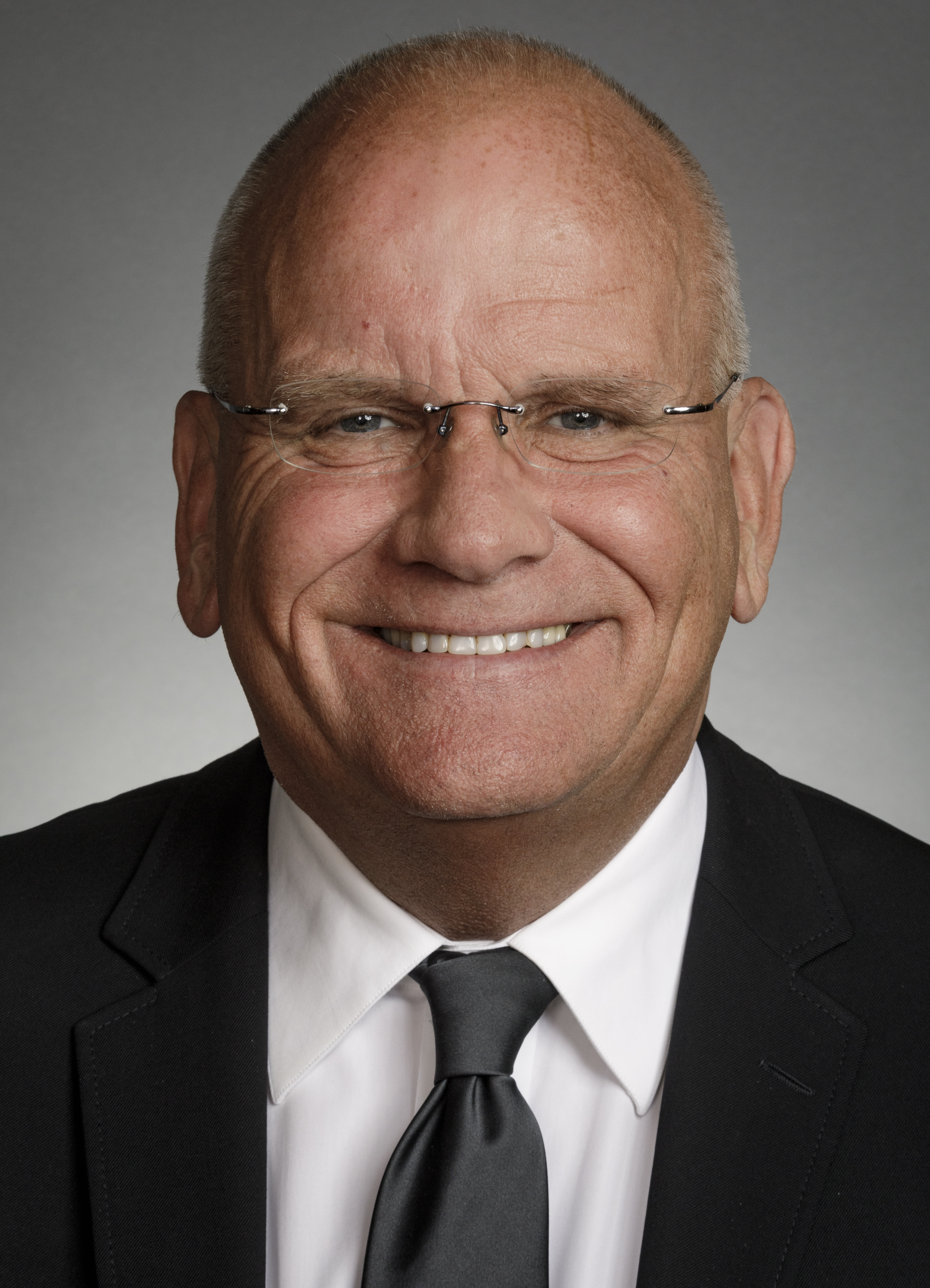
Páll Magnússon, 2017

Páll Magnússon (* 17. Juni 1954 in Reykjavík) ist ein isländischer Politiker der Unabhängigkeitspartei, früherer Journalist und war von 2005 bis 2013 Generaldirektor der öffentlich-rechtlichen Rundfunkanstalt Islands Ríkisútvarpið. Von 2016 bis 2021 gehörte er dem isländischen Parlament Althing an.

## Leben
Páll Magnússon hat einen Abschluss in Politik- und Wirtschaftsgeschichte (cand. phil.) der Universität Lund, Schweden. Er war bei verschiedenen isländischen Medienunternehmen als Journalist und in leitenden Positionen tätig, unter anderem als Nachrichtensprecher beim Fernsehsender Sjónvarpið der öffentlich-rechtlichen Rundfunkanstalt Ríkisútvarpið (RÚV), Nachrichtenredakteur und Geschäftsführer des privaten Fernsehsenders Stöð 2 und von 2005 bis 2013 als Generaldirektor von RÚV.
Bei der Parlamentswahl vom 29. Oktober 2016 wurde Páll Magnússon als Kandidat der Unabhängigkeitspartei für den Südlichen Wahlkreis ins isländische Parlament Althing gewählt. Bei der vorgezogenen Parlamentswahl vom 28. Oktober 2017 wurde er wiedergewählt. Mit Stand vom April 2020 war er Vorsitzender des parlamentarischen Ausschusses für Justizangelegenheiten und Bildung und gehörte dem Ausschuss für das Budget an. Zur Parlamentswahl vom 25. September 2021 ist Páll Magnússon nicht mehr angetreten.